# Cathay (Schiff)
Die Cathay (II) war ein 1925 in Dienst gestellter Ozeandampfer der britischen Reederei Peninsular and Oriental Steam Navigation Company (P&O), der im Passagier- und Postverkehr zwischen Großbritannien und Australien und später Indien eingesetzt wurde. Im Zweiten Weltkrieg wurde die Cathay als Hilfskreuzer verwendet, bis sie am 11. November 1942 in Bougie von deutschen Jagdbombern bombardiert wurde, ausbrannte und am folgenden Tag sank.

## Passagierschiff

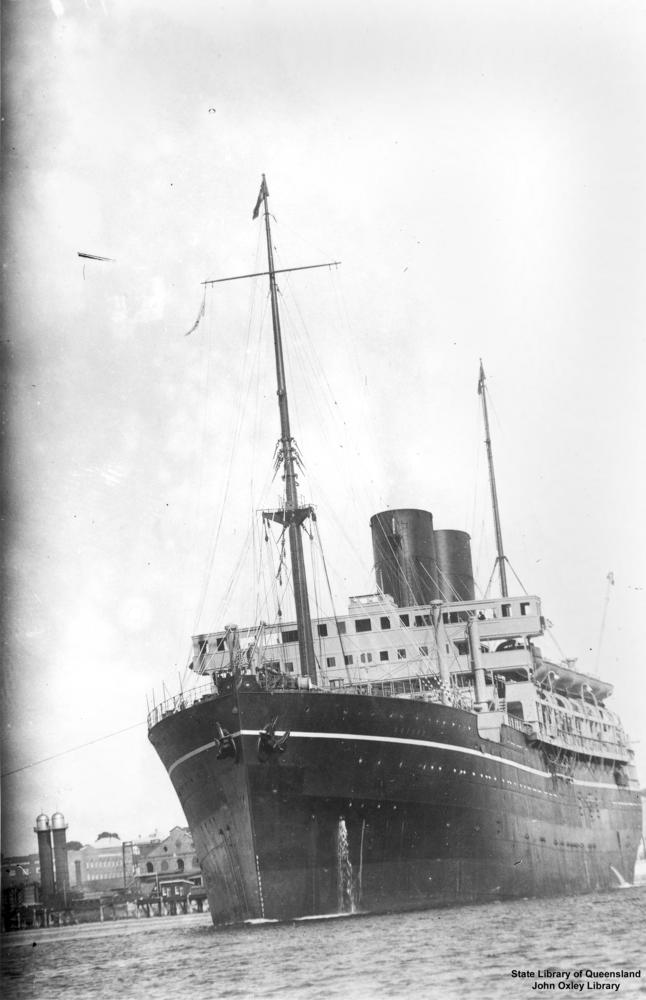
Die Cathay in Brisbane, 27. Mai 1933.

Das 15.104 BRT große Dampfschiff Cathay wurde 1923 zusammen mit zwei identischen Schwesterschiffen in Auftrag gegeben. Die Cathay und die Comorin (15.116 BRT) wurde bei Barclay, Curle and Company in Glasgow gebaut und liefen beide am 31. Oktober 1924 vom Stapel. Das dritte Schiff, die Chitral (15.248 BRT), wurde bei der ebenfalls in Glasgow ansässigen Werft Alexander Stephen and Sons gebaut und lief am 27. Januar 1925 vom Stapel.
Die drei Schiffe hatten je zwei Schornsteine, zwei Masten und zwei Propeller und wurden von zwei vierzylindrigen Vierfachexpansions-Dampfmaschinen angetrieben, die 13.000 PSi leisteten und eine Reisegeschwindigkeit von 16 Knoten ermöglichten. Die Schiffe waren zur Beförderung von 203 Passagieren der Ersten Klasse und 103 Passagieren der Zweiten Klasse ausgelegt. Das 166,45 Meter lange und 21,42 Meter breite Passagier- und Postschiff Cathay wurde von Jean Paterson Shanks, Baroness Inchcape getauft, der Ehefrau des P&O-Vorsitzenden James Mackay, 1. Earl of Inchcape. Der Name des Schiffs wurde an eine alte Bezeichnung Chinas angelehnt.
Am 12. März 1925 fanden die Probefahrten und die Übergabe an P&O statt und am 27. März 1925 legte die Cathay zu ihrer Jungfernfahrt nach Australien ab. Im Gegensatz zur Comorin und der Chitral wurde die Cathay später nicht mit Turbinen ausgestattet, um ihre für den australischen Postdienst als zu gering gesehene Geschwindigkeit zu erhöhen. Mit der Einführung der ersten Schiffe von P&Os Strath-Klasse wurde die Cathay 1932 nach Bombay verlegt und lief nun auch Häfen im Fernen Osten an. Im November 1933 änderte sich durch Umbauten die Tonnage des Schiffs auf 15.225 BRT bzw. 8746 NRT. Am 14. Dezember 1933 verlor die Cathay einen ihrer Propeller, als sie versuchte, zwischen Colombo und Fremantle Zeit aufzuholen. Sie musste in Australien warten, bis ein neuer Propeller an Bord der Strathnaver geliefert wurde.

## Kriegseinsatz
Am 25. August 1939 wurde die Cathay von der britischen Admiralität für den Dienst als bewaffneter Hilfskreuzer (Armed Merchant Cruiser) angefordert und in Bombay entsprechend umgerüstet. Der zweite Schornstein, der nur eine Attrappe war, wurde dabei demontiert, um Platz für acht 152-mm-Kanonen und zwei 76-mm-Kanonen zu schaffen. Das Schiff wurde mit der Kennung F05 am 11. Oktober 1939 als Hilfskreuzer in Dienst gestellt und pendelte fortan zwischen Bombay und Durban. Von Oktober 1939 bis August 1940 diente sie in der East Indies Station und danach bis November 1941 in der Freetown Escort Force.
Im Juli 1941 nahm die Cathay 900 Überlebende des Royal-Air-Force-Truppentransporters Anselm (5.954 BRT) auf, welcher am 5. Juli 1941 nördlich der Azoren von dem deutschen U-Boot U 96 versenkt worden war. Im Dezember 1941 wurde sie zur South Atlantic Station verlegt, aber bereits am 5. Februar 1942 aus dem Dienst als Hilfskreuzer entlassen und P&O zurückgegeben. Das Ministry of War Transport (MoWT) entschied, dass die Cathay künftig als Truppentransporter dienen sollte. Die dafür nötigen Umbaumaßnahmen wurden bei der Bethlehem Steel Corporation in Brooklyn durchgeführt.
Am 7. November 1942 brachte die Cathay unter dem Kommando von Kapitän Christopher Merewether westlich von Algier Truppen für die Operation Torch an Land. Am 11. November gegen 13.30 Uhr wurde sie von deutschen Flugzeugen angegriffen, während in Bougie weitere Truppen an Land gingen. Bis 19 Uhr war das Schiff evakuiert. Gegen 22 Uhr detonierte mit einiger Verspätung eine Bombe an Bord, die während des Angriffs abgeworfen worden war. Daraufhin brach ein schwerer Brand aus. Gegen 7 Uhr morgens am 12. November detonierte eine weitere Bombe, die das Heck des Schiffs aufriss. Die vollkommen ausgebrannte Cathay legte sich auf ihre Steuerbordseite und ging um 10 Uhr auf der Position 36°44’35N, 05°06’41E unter. Ihre Besatzung wurde auf die im selben Hafen liegende Karanja der British India Steam Navigation Company verlegt, doch auch dieses Schiff wurde kurz darauf bombardiert. Letztendlich wurde die Besatzung an Bord der Strathnaver gebracht.